# Каре-каре
Ка́ре-ка́ре (другие названия: бакаре, акхале, акари) — народ, принадлежащий к группе банту. Проживают на территории Демократической Республики Конго и ЦАР. Численность по данным на конец 1990-х годов составляла 90 тыс. человек в ДРК и 60 тыс. человек в ЦАР.

## История
Название «каре-каре» означает «давным-давно» и «в течение долгого времени». То есть народ, который всегда в движении. И это также означает, что это те, кто всегда подходил к Замбези (Lancaster 1977: 22).
Основной ареал расселения — среднее течение реки Мбому, где живут вместе с родственными племенами.
В XIX веке находились в тесных хозяйственных, культурных и политических связях с занде; входили в племенной союз и теперь частично ассимилированы ими.

## Религия
Большинство представителей каре придерживаются традиционных верований, где главную роль играют культ предков, колдовство и магия.

## Традиционные хозяйственные занятия
Основное традиционное занятие — подсечно-огневое ручное земледелие (смешанные посевы элевсины, сорго, кукурузы, таро и арахиса, овощи, суходольный рис). Работы по очистке участков выполняют мужчины; посев, обработку, сбор урожая — женщины. На приусадебных участках преобладали интенсивные огородные формы, а в 2—3 км от селения — экстенсивные, огневые приёмы обработки земельных участков, с большой продолжительностью залежей. Были развиты производство железных орудий и оружия, гончарное, резьба по дереву и плетение. Украшения отличаются тонкостью отделки.

## Общество
В основе социальных отношений — родовая организация и деревенские большесемейные общины во главе со старейшиной. Счёт родства патрилинейный, брак патрилокальный.

## Культура
Одним из наиболее интересных культурных памятников, стоящий среди других копий Северной Нигерии достойных исследования — копья Атсоши властелина Вукари, Дисакуна копья-талмсмана Чамба, магических боевых копий Кам из Мури, копья Жомбор обряда Фика, и несколько копий культа Нзеана в Нумане — копьё Шамахински из Каре-Каре (Kirk-Greene 1963: 176).

### Музыка
У каре богатый музыкальный и танцевальный фольклор. Музыкальные инструменты — барабаны, ксилофоны, струнные.

### Жилище и быт
Структура разбросанных поселений представляет собой группы цилиндрических хижин с коническими соломенными крышами; на юге распространены компактные поселения из прямоугольных каркасных построек со стенами из прутьев и циновок.
Одежда в прошлом была минимальна (набедренная повязка), теперь распространены костюмы и платья европейского покроя.
Основная пища — похлёбки, лепёшки, каши; употребляют бананы, рыбу, овощи.